# Brevipalpus ornantis
Brevipalpus ornantis är en spindeldjursart som beskrevs av Mohammad Nazeer Chaudhri och Akbar 1985. Brevipalpus ornantis ingår i släktet Brevipalpus och familjen Tenuipalpidae. Inga underarter finns listade.